# Barra de São Miguel (Alagoas)
Barra de São Miguel is een gemeente in de Braziliaanse deelstaat Alagoas. De gemeente telt 7.572 inwoners (schatting 2009).
De gemeente grenst aan Marechal Deodoro, Roteiro en São Miguel dos Campos.